# 태종 이방원 (드라마)
《태종 이방원》은 2021년 12월 11일부터 2022년 5월 1일까지 방영된 KBS 1TV 대하 드라마이다.

## 방송 시간
| 방송 채널 | 방송 기간                                                  | 방송 시간                           | 방송 분량 |
| --------- | ---------------------------------------------------------- | ----------------------------------- | --------- |
| KBS 1TV   | 2021년 12월 11일 ~ 2021년 12월 12일 [1회~2회] (UHD 본방송) | 토요일, 일요일 밤 9:40 ~ 10:40      | 60분      |
| KBS 1TV   | 2021년 12월 18일 ~ 2022년 4월 30일 [3회~31회] (UHD 본방송) | 매주 토요일, 일요일 밤 9:40 ~ 10:30 | 50분      |
| KBS 1TV   | 2022년 1월 1일 [7회] (UHD 본방송)                          | 토요일 밤 10:00 ~ 10:50             | 50분      |
| KBS 1TV   | 2022년 3월 5일 [15회] (UHD 본방송)                         | 토요일 밤 9:50 ~ 10:40              | 50분      |
| KBS 1TV   | 2022년 3월 6일 [16회] (UHD 본방송)                         | 일요일 밤 10:00 ~ 10:50             | 50분      |
| KBS 1TV   | 2022년 5월 1일 [32회] (UHD 본방송)                         | 일요일 밤 9:40 ~ 10:35              | 55분      |

### 제작
- 몬스터유니온[1]: tvN 수목드라마 《악의 꽃》 등 제작

### 연출
- 김형일 : KBS 1TV 대하드라마 《제국의 아침》(공동연출), KBS 1TV 일일연속극 《기막힌 유산》(연출), KBS 2TV 수목드라마 《프레지던트》(연출) 등 연출
- 심재현 : KBS 2TV 월화드라마 《좀비탐정》(연출) 등 공동 연출

### 극본
- 이정우 : KBS 2TV 금토드라마 《최강 배달꾼》(집필), KBS 2TV 수목드라마 《조선 총잡이》(집필) 등 집필

### 해설
- 김도현 : KBS 1TV 대하드라마 《대조영》(해설),《광개토태왕》(해설), 《정도전》(해설), 《징비록》(해설) 등 해설

## 등장인물

### 주요 인물
- 주상욱: 태종 이방원 역
- 김영철: 태조 이성계 역
- 박진희: 원경왕후 민씨 역 ㅡ 훗날 허준을 사모하는 예진아씨
- 예지원: 신덕왕후 강씨 역

### 조선 인물

#### 왕실
이성계의 가족들
- 예수정: 신의왕후 한씨 역
- 이원발: 의안대군 이화 역
- 엄효섭: 진안대군 이방우 역
- 김명수: 정종 이방과 역
- 홍경인: 익안대군 이방의 역
- 조순창: 회안대군 이방간 역
- 김채린: 경신공주 역[2]
- 천지원: 경선공주 역[3]
- 최다혜: 경순궁주 역
- 오승준: 무안대군 이방번 역(아역: 홍동영)
- 한윤지: 경녕옹주 왕씨 역
- 김진성: 의안대군 이방석 역(아역: 장재하)
- 이하은: 현빈 류씨 역

이방과의 가족들
- 김서연: 정안왕후 김씨 역[4] ㅡ ㅇ로부부 재연ㅂ우
- 김도원: 불노 역[5]

이방간의 가족들
- 박장호: 의령군 이맹종 역[6] ㅡ 고려 장수 조자기

이방원의 가족들
- 임예진: 정순공주 역[7]
- 이도연: 경정공주 역(아역: 박수언)
- 이예서: 경안공주 역
- 미상: 이방원의 조졸한 아들 역
- 이태리: 양녕대군 이제 역[8] (아역: 김인우[9], 김준의[10])
- 이송이: 삼한국대부인 김씨 역
- 김강윤: 순성군 이애 역
- 송지우: 영천군주 역
- 임수현: 어리 역
- 정시훈: 효령대군 이보 역[11] (아역: 신서우[12])
- 미상: 숙의옹주 정씨 역
- 김민기: 세종 이도 역 (아역: 구현,[13] 주안,[14] 김로운[15])
- 김비주: 공비 심씨 역
- 김예성: 세자 이향 역
- 신수아: 정소공주 역
- 미상: 진양대군 이유 역
- 미상: 정의공주 역
- 미상: 경녕군 이비 역[16]
- 이주은: 효순궁주 김씨 역 ㅡ 학교4 임경화

이원계의 가족들
- 반상윤: 완산군 이천우 역

#### 외척
원경왕후 일가
- 김규철: 민제 역 ㅡ 이해고 부하 신홍
- 이응경: 삼한국대부인 송씨 역
- 김태한: 민무구 역
- 노상보: 민무질 역
- 이규영: 민무휼 역
- 강태우: 민무회 역

공비(소헌왕후) 일가
- 김승욱: 심온 역 ㅡ 고구려 미유부인 남동생 안승
- 박주아: 삼한국대부인 안씨 역

수성부부인 일가
- 이명호: 김한로 역

#### 관료
- 선동혁: 이지란 역
- 태항호: 이화상 역
- 이광기: 정도전 역 ㅡ 고니시 유기나카
- 강문영: 경숙택주 최씨 역
- 이기열: 남은 역
- 이경영: 심효생 역
- 장태훈: 이제 역
- 노영국: 조준 역
- 박유승: 윤소종 역
- 김건: 조영규 역
- 김법래: 조영무 역
- 남성진: 하륜 역
- 김영기: 권근 역
- 박칠용: 남재 역
- 이우석: 박위 역
- 정의갑: 조사의 역
- 안홍진: 박포 역
- 이현균: 박은 역
- 정태우: 이숙번 역
- 미상: 정씨 역
- 이경민: 이숙번의 아들 역
- 차기환: 이거이 역
- 임재근: 전가식 역
- 장태훈: 구종수 역
- 강지섭: 황희 역
- 임호: 유정현 역
- 이병훈: 강상인 역
- 고상현
- 강태식
- 이태윤
- 이현일
- 강성한
- 민준현: 강현 역
- 조명행
- 이성일
- 김대화
- 김관기: 조말생 역
- 최동엽: 맹사성 역
- 정병호: 최윤덕 역
- 염정구: 허조 역
- 맹봉학
- 윤복성
- 김진서: 성석린 역
- 공재원: 배극렴 역
- 박영복: 고여 역
- 이동훈: 심덕부 역
- 황윤걸: 이문화 역
- 윤배영
- 김기범: 마천목 역
- 신원우
- 조찬희: 목인해 역
- 전해룡: 설장수 역
- 박성균: 조박 역
- 강석원
- 강철성: 박순 역
- 정봉연
- 김용진
- 이성주: 변계량 역
- 윤영목
- 오기영: 박습 역
- 심태선
- 박정상
- 김광인: 이수 역
- 양재원: 이래 역
- 최진욱: 이승 역

### 고려 인물

#### 왕실
- 임지규: 우왕 역
- 기은유: 창왕 역
- 박형준: 공양왕 역
- 강현욱: 세자 왕석 역
- 김보미: 정비 안씨 역
- 배유리: 근비 이씨 역
- 유아름: 창왕의 유모 역
- 미상: 순비 노씨 역

#### 관료
- 송용태: 최영 역
- 최종환: 정몽주 역
- 박상조: 조민수 역
- 최은석: 김저 역
- 조수혁: 정득후 역
- 남명렬: 이색 역
- 임병기: 변안렬 역
- 강봉성: 김진양 역
- 이창: 최유경 역
- 최영: 곽충보 역
- 조상기: 최영의 부관 역
- 이재욱: 고려 관리 역
- 김진국: 고려 대신 역
- 김태환: 고려 대신 역
- 이준희: 고려 선비 역
- 민대식: 고려 선비 역
- 김일현: 고려 간관 역
- 최현준: 고려 간관 역
- 김문찬: 청주목사 역
- 미상: 서균형 역
- 강우람: 고려 관리 역
- 김주영: 고려 유생 역
- 문학진: 고려 유생 역

### 궁궐 사람들
- 김명중: 우왕의 내관 역
- 백신: 공양왕의 내관 역
- 이춘식: 김 내관 역
- 조양자: 신덕왕후의 상궁 역
- 서동진: 이 내관 역
- 이석구: 어의 역
- 윤효식: 이성계의 내관 역
- 강신조: 박 내관 역
- 김미라: 정 상궁 역
- 이현숙: 원경왕후의 나인 역
- 성찬호: 곤장 때리는 내관 역
- 김광영: 송 내관 역
- 손선근: 이성계를 치료하는 어의 역
- 정영도: 윤 내관 역
- 변건우: 이도의 내관 역
- 미상: 이방원 장례집행 내관 역
- 백민: 이방원을 치료하는 어의 역

### 명나라 인물
- 김성강: 주원장 역
- 왕장명: 명나라 대신 역
- 조전범: 명나라 관리 역

### 기타 인물
- 최시인: 기생 ㅡ 우왕 의 후궁 조혜수
- 박여름: 유모 역
- 김성우: 졸던 병사 역
- 오상학
- 최영민
- 박경모
- 김태영
- 김재명
- 박통일: 노인 역
- 김주현: 선랑 소년 역
- 이앨리: 풍등 소녀 역
- 김용완
- 김진옥
- 안가은
- 김민주
- 안수호
- 이진화
- 공준민
- 김상일
- 강동구
- 최남욱
- 김준원
- 추연규
- 유성진
- 김민중
- 조석준
- 정용식
- 엄태옥
- 최이선
- 최형욱
- 이경호
- 이종신
- 김현창
- 김승준
- 나호원: 행인 역
- 정기선: 행인 역
- 진유찬: 아이 역
- 이상민
- 박하은
- 유옹
- 최윤빈
- 김나인
- 박주하: 아이 역
- 양지우: 아이 역
- 임지영
- 구선민
- 최혜림
- 노보연
- 이동수: 여진족 백성 역
- 양형호: 동북면 촌로 역
- 김도형
- 동윤석
- 정영금: 민제의 집 여종 역
- 이예솔
- 양주빈
- 이예진
- 장예슬
- 한서인: 비구니 역
- 김경민

## 시청률
최저 시청률과 최고 시청률은 시청률 조사회사와 지역별로 시청률에 차이가 있을 수 있습니다.
| 2021년 | 2021년    | 2021년         | 2021년         | 2021년       |
| 회차   | 방송일    | TNmS 시청률    | AGB 시청률     | AGB 시청률   |
| 회차   | 방송일    | 대한민국(전국) | 대한민국(전국) | 서울(수도권) |
| ------ | --------- | -------------- | -------------- | ------------ |
| 제1회  | 12월 11일 | 7.9%           | 8.7%           | 7.8%         |
| 제2회  | 12월 12일 | 8.6%           | 9.4%           | 8.7%         |
| 제3회  | 12월 18일 | 9.2%           | 8.8%           | 8.0%         |
| 제4회  | 12월 19일 | 8.4%           | 9.2%           | 8.2%         |
| 제5회  | 12월 25일 | 6.5%           | 8.7%           | 8.2%         |
| 제6회  | 12월 26일 | 6.2%           | 6.7%           | 6.1%         |
| 2022년 |           |                |                |              |
| 제7회  | 1월 1일   | 5.3%           | 7.4%           | 6.6%         |
| 제8회  | 1월 2일   | 7.2%           | 10.2%          | 9.3%         |
| 제9회  | 1월 8일   | 8.2%           | 10.0%          | 9.2%         |
| 제10회 | 1월 9일   | 7.5%           | 10.2%          | 8.9%         |
| 제11회 | 1월 15일  | 7.7%           | 11.0%          | 9.9%         |
| 제12회 | 1월 16일  | 8.4%           | 11.2%          | 10.6%        |
| 제13회 | 2월 26일  | 6.8%           | 8.0%           | 7.0%         |
| 제14회 | 2월 27일  | 8.5%           | 9.0%           | 8.4%         |
| 제15회 | 3월 5일   | 7.0%           | 8.9%           | 8.1%         |
| 제16회 | 3월 6일   | 8.4%           | 9.5%           | 8.8%         |
| 제17회 | 3월 12일  | 8.4%           | 9.0%           | 8.1%         |
| 제18회 | 3월 13일  | 8.5%           | 9.7%           | 9.4%         |
| 제19회 | 3월 19일  | 8.7%           | 9.9%           | 8.6%         |
| 제20회 | 3월 20일  | 9.0%           | 9.9%           | 8.7%         |
| 제21회 | 3월 26일  | 9.4%           | 9.5%           | 8.9%         |
| 제22회 | 3월 27일  | 9.4%           | 10.0%          | 9.1%         |
| 제23회 | 4월 2일   | -              | 10.1%          | 9.1%         |
| 제24회 | 4월 3일   | 9.2%           | 10.7%          | 9.8%         |
| 제25회 | 4월 9일   | -              | 9.5%           | 8.1%         |
| 제26회 | 4월 10일  | -              | 11.5%          | 10.1%        |
| 제27회 | 4월 16일  | 8.3%           | 9.3%           | 8.4%         |
| 제28회 | 4월 17일  | 9.5%           | 11.7%          | 10.5%        |
| 제29회 | 4월 23일  | 8.4%           | 10.2%          | 9.1%         |
| 제30회 | 4월 24일  | 9.8%           | 11.3%          | 9.9%         |
| 제31회 | 4월 30일  | 9.1%           | 10.7%          | 10.0%        |
| 제32회 | 5월 1일   | 9.0%           | 11.5%          | 10.4%        |

## 논란
- 태종 이방원 7회 방영분 중 이성계 낙마사고 씬에서 말을 와이어로 쓰러뜨려 일주일 뒤 사망하게 한 사건으로 동물자유연대의 항의와 태종 이방원 폐지 관련 청와대 국민청원까지 들어와 KBS 드라마본부 측에서, 5주 결방으로 최종 확정되었다.[18] 이 사건으로 태종 이방원은 6주 만에 2022년 2월 26일부터 방송이 재개되었다.[19]

## 참고 사항

### 드라마 기획 단계
- 본 드라마는 중화인민공화국의 노골적인 동북공정과 역사 왜곡 시비 문제로 큰 홍역을 치렀던 SBS 월화 드라마 '조선구마사' 폐지 사태 이후, 그 동안 주춤했던 KBS 대하 드라마의 재건을 도모하기 위해서, 5년간의 공백을 깨고 다시 부활한 것이다.

### 캐스팅 관련
- 신의왕후 한씨 역에는 당초에 이덕희가 캐스팅돼 있었다.

### 역사 속 사실과 다른 점
- 위화도 회군 도중 최영은 애꾸눈이 되지 않았다.
- 16회에서 방영된 제1차 왕자의 난 씬에서 민씨가 갑옷을 입고 등장했는데[20], 혼자 퓨전 사극을 방불케 하는 판타지 갑옷이 너무 튀는데다, 후술한 군사행동에 동참하는 모습까지 세트로 엮여서 시각에 따라선 민씨부인 올려치기 왜곡이라는 등 호불호가 극렬히 갈렸었다.
- 이화상의 행적이 이지란의 둘째아들 이화영과 섞였다.
- 박은의 행적이 조말생과 섞였다.
- 조영무의 행적이 조온과 섞였다.

## 결방 사유 및 편성 변경 안내문
- 1월 22일부터 2월 20일까지 결방을 확정했다. 촬영 중 동물학대가 있었다는 의혹이 제기된 이후, 5주 연속 결방됐다.
- 결방 도중 2월 19일에는 '태종 이방원' 스페셜 편이 방송되었고, 2월 20일에는 2022 베이징 동계올림픽 폐막식으로 결방했다.
- 1월 16일 12회 방송 이후 결방을 이어오던 '태종 이방원'은 2월 26일 13회를 방송했다. 무려 6주 만에 본방송을 재개하게 됐다.
- 3월 5일(15회) 방송은 특집 KBS 뉴스 9 방송으로 밤 9시 50분에 방송했고 3월 6일(16회) 방송은 밤 10시에 방송했다.

## 평가
오랜만에 좋은 대하사극이 나왔다는 평가를 받고 있다. 말 사망 사건을 제외하면 크게 문제가 없었다는 의견을 받고 있다.

## 수상 목록
- 2022년 에이판 스타 어워즈 연속극부문 남자 최우수 연기상 (주상욱)
- 2022년 에이판 스타 어워즈 연속극부문 여자 최우수 연기상 (박진희)
- 2022년 KBS 연기대상 여자 조연상 (예지원)
- 2022년 KBS 연기대상 여자 최우수상 (박진희)
- 2022년 KBS 연기대상 대상 (주상욱)

## 미니 다큐멘터리
매주 일요일 방송분(매 짝수 화)의 마지막 부분에서 태종 이방원 혹은 그 시대와 관련된 인물이나 시대적 배경에 대하여 간략한 다큐멘터리를 제작하여 방송하고 있다.
| 회차   | 방송일           | 기행 (장소)                                                                                             | 관련 인물            |
| ------ | ---------------- | --- | -------------------- |
| 제2회  | 2021년 12월 12일 | 치악산 수레너미길, 태종대, 주필대 (강원도 원주시 소초면) 노구사, 횡지암 (강원도 횡성군 강림면)          | 이방원, 원천석       |
| 제4회  | 2021년 12월 19일 | 괴산 청덕사, 남파정 (충청북도 괴산군 불정면)                                                            | 이방우               |
| 제6회  | 2021년 12월 26일 | 포천 청해사 (경기도 포천시 창수면) 남양주 청해사 (경기도 남양주시 진건읍)                               | 이지란, 이화상 부자  |
| 제8회  | 2022년 1월 2일   | 오천서원 (경상북도 포항시 남구 오천읍)                                                                  | 정몽주               |
| 제10회 | 2022년 1월 9일   | 헌릉 (서울특별시 서초구 내곡동) 감고당 (경기도 여주시 능현동)                                           | 원경왕후             |
| 제18회 | 2022년 3월 13일  | 직지사 (경상북도 김천시 대항면)                                                                         | 이방과               |
| 제20회 | 2022년 3월 20일  | 원훈각 (충청남도 논산시 연산면) 회안대군 묘 (전라북도 전주시 덕진구 금상동)                             | 이방의, 이방간       |
| 제22회 | 2022년 3월 27일  | 조영무 별묘 (경기도 양주시 백석읍) 오방재 (경상남도 진주시 미천면) 이숙번 신도비 (경기도 시흥시 산현동) | 조영무, 하륜, 이숙번 |
| 제28회 | 2022년 4월 17일  | 회암사지 (경기도 양주시 회암동) 동구릉 (경기도 구리시 인창동)                                           | 이성계               |
| 제30회 | 2022년 4월 24일  | 지덕사 (서울특별시 동작구 상도동) 청권사 (서울특별시 서초구 방배동)                                     | 양녕대군, 효령대군   |

## 같이 보기
- 대한민국의 텔레비전 드라마 목록 (ㅌ)
- 2021년 대한민국의 텔레비전 드라마 목록